# Valasi
Valasi ist eine administrative Einheit (Ward, Distrikt) des unabhängigen Inselstaates der Salomonen im südwestlichen Pazifischen Ozean.

## Geographie
Valasi bildet zusammen mit Aola, Kolokarako und Longgu den Verwaltungsbezirk East Central Guadalcanal. Der Distrikt liegt im Landesinnern und die Grenzen sind mehr oder weniger mit dem Lineal gezogen. Er grenzt im Süden an die Distrikte Avuavu und Tetekanji im Bezirk East Guadalcanal. Der Distrikt hat 255 km² und hatte 2009 ca. 1500 Einwohner.
Der Distrikt ist geprägt durch die gebirgige Struktur der Landschaft, die im Süden durch den zentralen Bergkamm der Insel begrenzt wird. Benannt ist der Distrikt nach dem Valasi River. Der höchste Berg im Distrikt ist der Mount Vausu mit 1143 m Höhe (-9,73295, 160,52359).

## Klima
Das Klima ist tropisch, die durchschnittliche Tagestemperatur liegt bei gleichbleibend 28 Grad Celsius, die Wassertemperaturen bei 26 bis 29 Grad. Feuchtere Perioden sind vorwiegend zwischen November und April, diese sind aber nicht sehr ausgeprägt. Die durchschnittliche Niederschlagsmenge pro Jahr liegt bei 2000 mm und damit etwas niedriger als im Durchschnitt der Salomonen (3000 mm).